# Manda (zamindari)
Manda fou un estat tributari protegit del tipus zamindari, a Uttar Pradesh. L'estat va sorgir el 1080 com a Manikpur, fundat per Raja Manik Chand, germà de Raja Jai Chand de Kanauj. Raja Gudan Deo, el seu setzè descendent, va establir la capital a Manda el 1542, i va tenir per successors als seus fills Bhojraj Deo a Manda i Ugra Sen a Kantit-Vijaipur. El 26è descendent fou Udit Singh pare de Prithwi Raj Singh. Aquest va tenir dos fills: Yashwant Singh que el va succeir a Manda, i Chhatra Sal que el va succeir a Daiya. Yashwant Singh va tenir per successor a Israj Singh que governava al segle XIX i al que va succeir Ram Pratapo Singh que governava vers final del segle XIX o començament del segle XX. Raja Bahadur Ram Gopal Singh va dirigir l'estat fins al 1941, i com que no va tenir fills va adoptar com successor a Kunwar Vishwanath Pratap Singh, fill de Raja Bhagwati Prasad Singh de Daiya (1936) que el va succeir el 1941 i va dirigir l'estat fins al 1953 quan els zamindaris foren abolits.